# Chiesa di San Nicolò (Cagli)
La chiesa di San Nicolò è una delle chiese di Cagli.

## Storia e descrizione

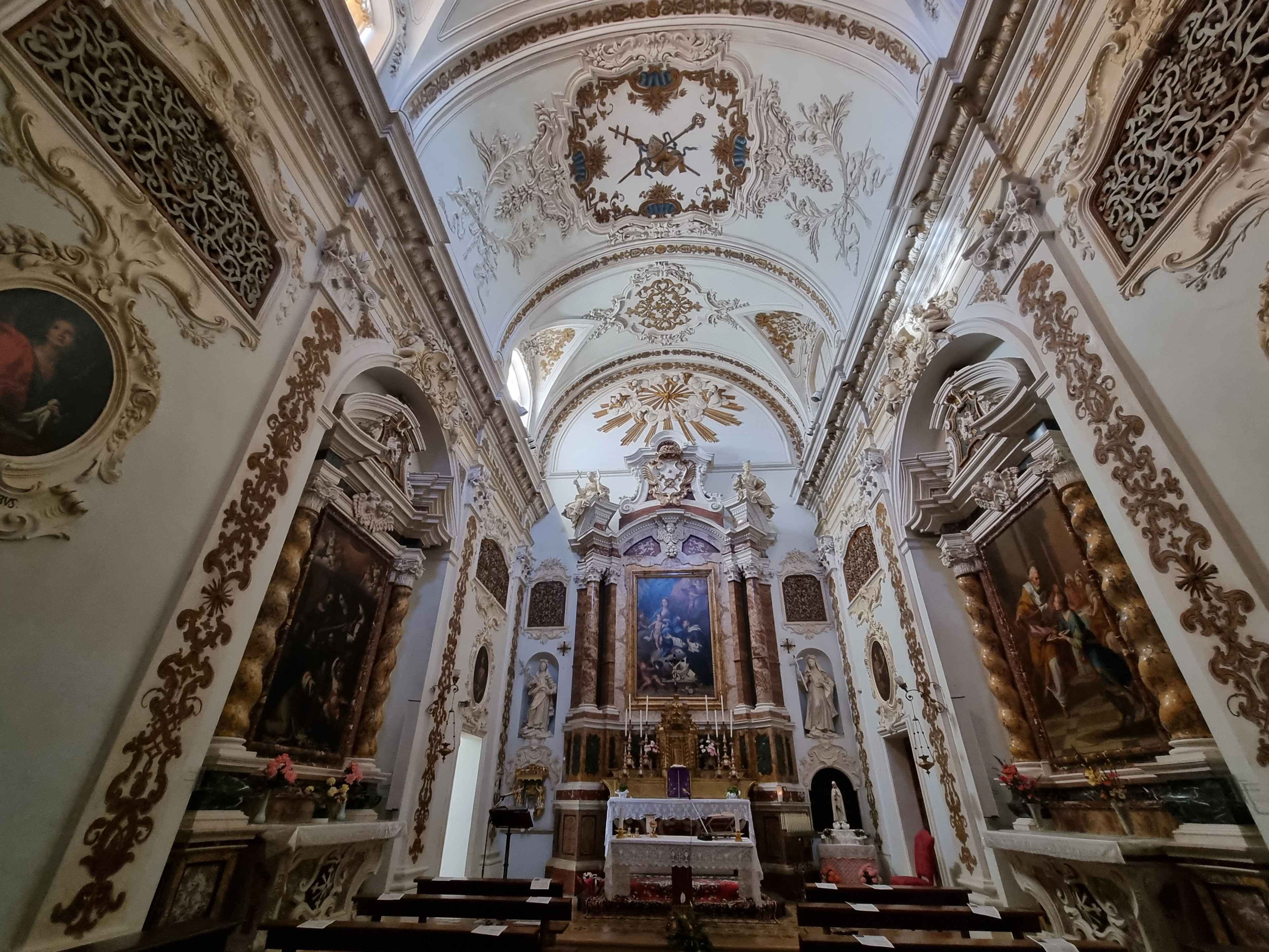
Aula della chiesa di San Nicolò del convento delle domenicane di Cagli

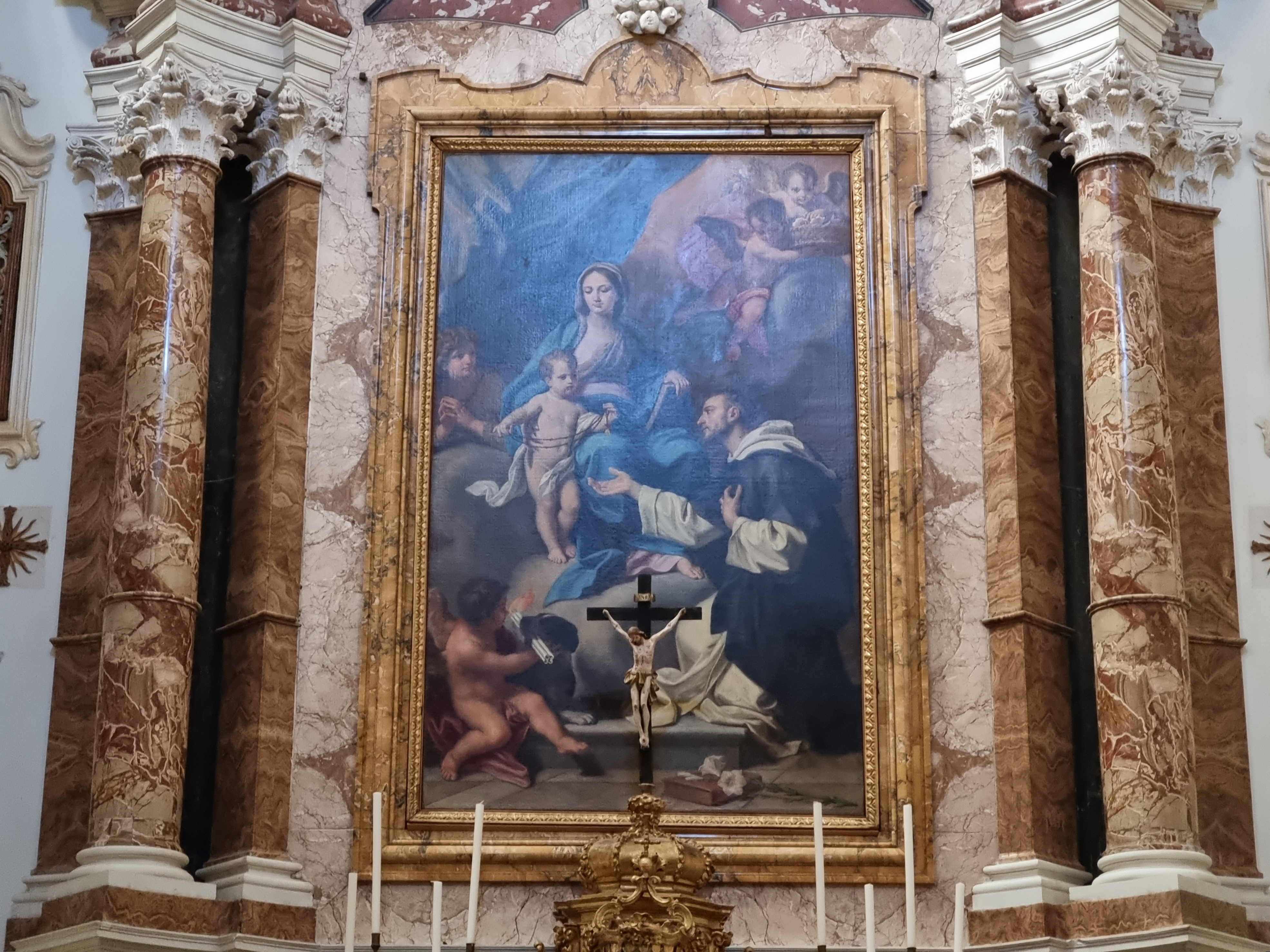
Pala dell'altare maggiore di Gaetano Lapis del 1739

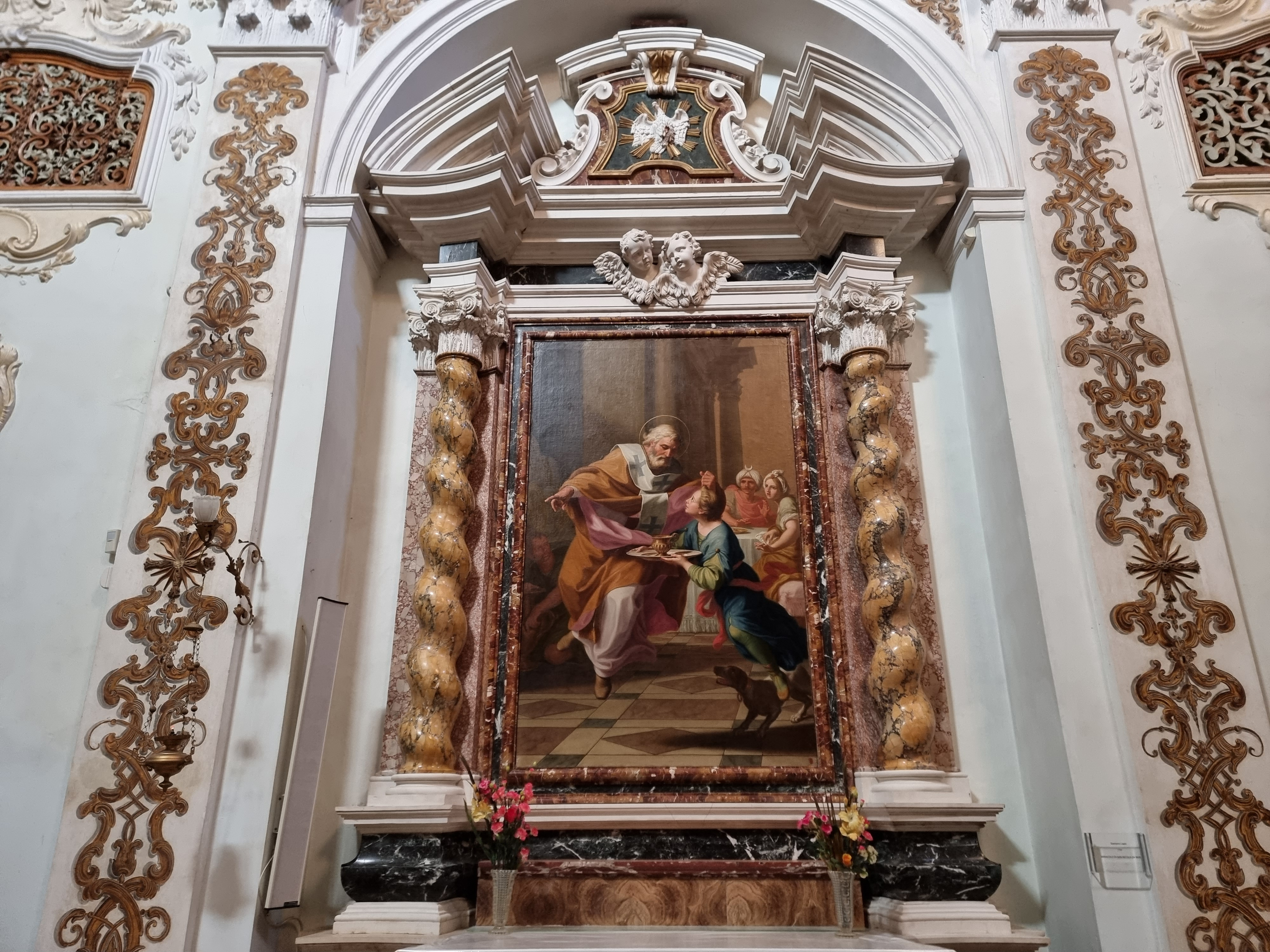
Pala dell'altare laterale di Gaetano Lapis del 1756

L'introduzione delle suore domenicane di clausura avvenne nel 1529 per volontà del vescovo di Cagli, il card. Cristoforo dal Monte. Le domenicane subentrarono alle monache benedettine che nel 1388 si erano trasferite all'interno della cerchia urbana, nelle abitazioni che possedevano vicino alla chiesa di San Nicolò.
Nel 1610 le domenicane acquistavano il palazzo dei Pelingotti, un tempo degli Accorsoli, e supplicavano il Comune di Cagli di poter «chiudere il Cantone tra il loro convento e la chiesa».
Nel Settecento sono documentati numerosi lavori di trasformazione del convento e della chiesa. I dormitori comuni, come si legge nelle memorie manoscritte del convento, furono soppressi nel 1758 nel mentre si avviava la costruzione delle singole celle e «furono primieramente fatte le Volte nelli due magazzeni dove si fa il pane [...] e detta fabbrica principia a Capo delle scale unite al Coro superiore, e vi furono fabbricate al detto piano [superiore] quattordici Celle, e suoi Corridori sino alla Torre della Porta Massara» sopra a tali celle alle quali si accede attraverso una «Scala segreta» furono realizzate altre due celle, un «Dormitorio grande» ed infine «una Camera, la quale potrà servire per uso delle Novizie, o delle Ducande». L'anno successivo si procedette all'ampliamento del vecchio refettorio e per tale motivo le suore chiesero alla magistratura cittadina «licenza di fabbricare una parte del nuovo Refettorio e Cucina sovra le Mura della Città».
Dalle memorie manoscritte del convento si apprende, inoltre, che «sotto l'anno 1746 fu rimodernata tanto la Chiesa interiore, che l'Esteriore». L'elegante altar maggiore, realizzato in marmi policromi, venne commissionato il 14 dicembre 1746 al marmorario Francesco Fabbri da Sant'Ippolito che lo eseguì su disegno dell'artista Biagio Miniera (1697-1755) di Ascoli Piceno. Le statue poste nel timpano dell'altare rappresentanti la Fede e la Speranza furono probabilmente opera di uno statuario legato al mondo degli scalpellini di Sant'Ippolito. Nel nuovo altare, consacrato insieme alla chiesa dal vescovo di Cagli, Silvestro Lodovico Paparelli, il 16 novembre 1749, sarebbe stata collocata la pala realizzata da Gaetano Lapis nel 1739 raffigurando la Madonna del Rosario e San Domenico. L'opera di ammodernamento della chiesa proseguiva incessantemente in quegli anni. Così nel maggio del 1751 furono posizionati gli ornati marmorei degli altari laterali. Le cronache conventuali non offrono indicazioni circa i nomi dei sette scalpellini che per venti giorni lavorarono al montaggio dei due altari laterali, ma trattandosi di artefici non cagliesi, è probabile che fossero i marmorari di Sant'Ippolito, particolarmente attivi a Cagli nel corso del Settecento. Qualche anno dopo, nel 1756, fu eseguito da Gaetano Lapis il dipinto dell'altare laterale destro rappresentando il Miracolo di San Nicola da Bari. Il Lapis conclude il programma iconografico, celebrante San Nicola da Bari, con la realizzazione, nel 1759 dei quattro ovali raffiguranti le Allegorie dei fasti di San Nicola da Bari che trovarono collocazione negli stucchi di artefici non locali già realizzati negli anni precedenti. Infine nel 1758 i lavori all'interno della chiesa giungono alla loro pressocché completa conclusione con l'esecuzione del ciclo decorativo della volta (con i simboli del santo titolare) e delle paraste lungo le pareti dell'aula.
La pala di Gaetano Lapis del 1739, asportata dai regi commissari dell'epoca napoleonica nel 1811, «è stata restituita alla città di Cagli per prestito temporaneo nel 2001» ricomponendo il dialogo estetico interrotto per 190 anni. L'azione avviata nel 1996 (conclusa nell'anno giubilare del 2000), ha comportato la rimozione dell'invasivo restauro ottocentesco che, ad eccezione degli incarnati, si era esteso quasi integralemnte ai panneggi.
L'olio su tela de La Madonna del Rosario, copia dal Sassoferrato eseguita nel 1838, in sostituzione di quella del Lapis, dal pittore dilettante cagliese Giambattista Castracane ha trovato collocazione all'interno del coro superiore del convento. Qui, dopo il restauro, è stata posta anche la pala cinquecentesca (opportunamente ricomposta ad unità) raffigurante san Nicola da Bari che in precedenza era posta sull'altare maggiore. 
Ai lati dell'altare maggiore sono le statue di santa Caterina da Siena (a sin.) e di santa Rosa da Lima. 
Nell'altare laterale sinistro è, infine, la pala de Il miracolo di Soriano (visibilmente allungata nella parte superiore). 
Le grate dell'elaborata cantoria lignea dipinta, furono eseguite intorno al 1751, insieme a quelle presenti lungo il corpo della chiesa.